# Communauté de communes Lyon Saint-Exupéry en Dauphiné
Pour les articles homonymes, voir Saint-Exupéry (homonymie).
La communauté de communes Lyon Saint-Exupéry en Dauphiné (LYSED) est une communauté de communes française située dans le département de l'Isère et la région Auvergne-Rhône-Alpes.

## Historique
Les élus des six communes de l’ancien canton de Pont-de-Chéruy (Anthon, Charvieu-Chavagneux, Chavanoz, Janneyrias, Pont-de-Chéruy et Villette-d’Anthon), après avoir créé une association des maires et adjoints du canton, se mettent d'accord pour mettre en place une communauté de communes, structure de coopération intercommunale instituée par la loi ATER du 6 février 1992,. Elle est créée par un arrêté préfectoral du 21 décembre 1993.
Elle assure depuis depuis 2016 les compétences (collecte et traitement des déchets ménagers, assainissement et production de l’eau potable)  que mettait en œuvre l'ancien Syndicat Mixte de l’agglomération de Pont-de-Chéruy (ex – SIVOM), dissout à cette occasion dans le cadre des prescriptions de la loi portant nouvelle organisation territoriale de la République du 7 août 2015,.

## Toponymie
L'intercommunalité, créée sous la dénomination de communauté de communes Porte Dauphinoise de Lyon-Satolas, a porté le nom de communauté de communes Porte Dauphinoise de Lyon Saint-Exupéry du 1er janvier 2014 au 3 novembre 2016 avant de prendre son nom actuel,
Malgré son nom, elle n'héberge pas sur ses terres l'aéroport de Lyon-Saint-Exupéry qui se trouve sur la communauté de communes de l'Est lyonnais, dans le département du Rhône. La seule commune à porter dans son nom la plaine Satolas, elle aussi voisine, est celle de Satolas-et-Bonce dans la communauté d'agglomération Porte de l'Isère.

## Territoire communautaire

### Géographie
Le territoire communautaire est limité au nord par le Rhône, à l'ouest par la Métropole Lyonnaise, au sud par l'aéroport Lyon Saint Exupéry et à l'est par la communauté de communes Les Balcons du Dauphiné.
L'intercommunalité  comprend trois des quatre communes qui se trouvent dans l'unité urbaine de Charvieu-Chavagneux, Tignieu-Jameyzieu appartenant à la communauté de communes Les Balcons du Dauphiné.

### Composition
En 2024, l'intercommunalité est composée des 6 communes suivantes :

| Nom                         | Code Insee | Gentilé       | Superficie (km2) | Population (dernière pop. légale) | Densité (hab./km2) |
| --------------------------- | ---------- | ------------- | ---------------- | --------------------------------- | ------------------ |
| Charvieu-Chavagneux (siège) | 38085      | Charvieulands | 8,65             | 10 459 (2022)                     | 1 209              |
| Anthon                      | 38011      | Anthonois     | 8,82             | 1 137 (2022)                      | 129                |
| Chavanoz                    | 38097      | Chavanoziens  | 8,24             | 5 090 (2022)                      | 618                |
| Janneyrias                  | 38197      | Janneysiens   | 10,52            | 1 911 (2022)                      | 182                |
| Pont-de-Chéruy              | 38316      | Pontois       | 2,51             | 6 107 (2022)                      | 2 433              |
| Villette-d'Anthon           | 38557      | Villettois    | 22,8             | 5 240 (2022)                      | 230                |

### Démographie
| 1968   | 1975   | 1982   | 1990   | 1999   | 2010   | 2015   | 2021   |
| ------ | ------ | ------ | ------ | ------ | ------ | ------ | ------ |
| 11 011 | 15 039 | 18 448 | 21 975 | 22 374 | 23 891 | 26 673 | 29 580 |

## Organisation

### Siège
Le siège de la communauté de communes est en l'hôtel-de-ville de Charvieu-Chavagneux

### Élus
La communauté de communes est administrée par son conseil communautaire, composé pour la mandature 2020-2026 de 31 conseillers municipaux représentant chacune des  communes membres et répartis en fonction de leur population de la manière suivante :

- 11 délégués pour Charvieu-Chavagnieux ;

- 6 délégués pour Pont-de-Chéruy ;

- 5 délégués pour Chavanoz et Villette-d'Anthon ;

- 2 délégués pour Anthon et Janneyrias.
Au terme des élections municipales de 2020 dans l'Isère, le conseil communautaire renouvelé a réélu le 8 juin 2020 son président, Gérard Dézempte, et désigné ses 7 vice-présidents, qui sont, :
1. Roger Davrieux, maire de Chavanoz, chargé de l'assainissement, collecte et traitement des déchets ménagers, politique de la ville ;
2. Bruno Gindre, maire de Villette-d'Authon, chargé de l'aire de grand passage des gens du voyages, de la déchèterie de Villette d’Anthon, de la protection et de la mise en valeur de l’environnement ;
3. Franck Bron, maire de Pont-de-Chéruyn chargé de la politique du logement et du cadre de vie, du plan climat-air-énergie territorial (PCAET) ;
4. Cédric Camp, maire d'Anthon, chargé de la production et du transport d’eau potable ainsi que de la gestion des milieux aquatiques et prévention des inondations (GEMAPI) ;
5. Nathalie Rouba-Loprete, première maire-adjointe de Janneyrias, chargé du développement économique, des travaux, du Plan climat-air-énergie territorial ;
6. Katia Serranon alors maire-adjointe de Charvieu-Chavagneux, chargée de la déchèterie de Charvieu-Chavagneux, de la piscine intercommunale et du  plan climat air énergie territorial ;
7. Jean Louis Andreu, premier maire-adjoint de Pont-de-Chéruyn chargé de l'intégration de la compétence « Assainissement des communes membres ».

Le bureau communautaire pour la mandature 2020-2026  est constitué du président, des vice-présidents et de Jean Louis Turmaud, maire de Janneyrias.

### Liste des présidents
| Période                                  | Période                      | Identité        | Étiquette                | Qualité |
| ---------------------------------------- | ---------------------------- | --------------- | ------------------------ | --- |
| Les données manquantes sont à compléter. |                              |                 |                          | |
| janvier 1994                             | 1995                         | Daniel Beretta  | DVD puis MPF puis UMP-LR | Chef d'entreprise Maire de Villette-d'Anthon (1989 → 2018) |
| 1995                                     | En cours (au 9 janvier 2024) | Gérard Dézempte | RPR puis UMP/LR puis REC | Retraité de l'enseignement Maire de Charvieu-Chavagneux (1983 → ) Conseiller général de Pont-de-Chéruy (1988 → 2015) Conseiller départemental de Charvieu-Chavagneux (2015 → ) Réélu pour le mandat 2020-2026 |

### Compétences
L'intercommunalité exerce les compétences qui lui ont été transférées par les communes membres, selon des modalités déterminées par le code général des collectivités territoriales. Il s'agit de : 
- Développement économique
- Aménagement de l'espace
- Environnement
- Incendie et secours
- Plan Local de l'Habitat
- Réseaux et services locaux de communication
- Aide financière aux communes membres
- Gens du voyage
- Collecte et traitement des déchets ménagers
- Assainissement
- Production de l'eau potable
- Gestion du bâtiment et des propriétés du SIVOM
- Reconstruction et entretien de la piscine intercommunale
- Gestion des milieux aquatiques et prévention des inondations (GEMAPI)
- Logement et cadre de vie
- Autres équipements d'intérêt communautaire

### Régime fiscal et budget
La communauté de communes est un établissement public de coopération intercommunale à fiscalité propre.
Afin de financer l'exercice de ses compétences, la communauté de communes perçoit une fiscalité additionnelle aux impôts locaux des communes.
En 2024, elle reçoit une dotation globale de fonctionnement de 277 929 €, soit 9,30 /habitant

## Projets et réalisations
Conformément aux dispositions légales, une communauté de communes a pour objet d'associer des « communes au sein d'un espace de solidarité, en vue de l'élaboration d'un projet commun de développement et d'aménagement de l'espace ».